# Tulîciv, Turiisk
Tulîciv (în ucraineană Туличів) este localitatea de reședință a comunei Tulîciv din raionul Turiisk, regiunea Volînia, Ucraina.

## Demografie
Componența lingvistică a localității Tulîciv
     Ucraineană (98,64%)
     Rusă (1,36%)
Conform recensământului din 2001, majoritatea populației localității Tulîciv era vorbitoare de ucraineană (98,64%), existând în minoritate și vorbitori de rusă (1,36%).